# Machaerium hoehneanum
Machaerium hoehneanum är en ärtväxtart som beskrevs av Adolpho Ducke. Machaerium hoehneanum ingår i släktet Machaerium och familjen ärtväxter. Inga underarter finns listade i Catalogue of Life.